# St. Bartholomäus (Haard)

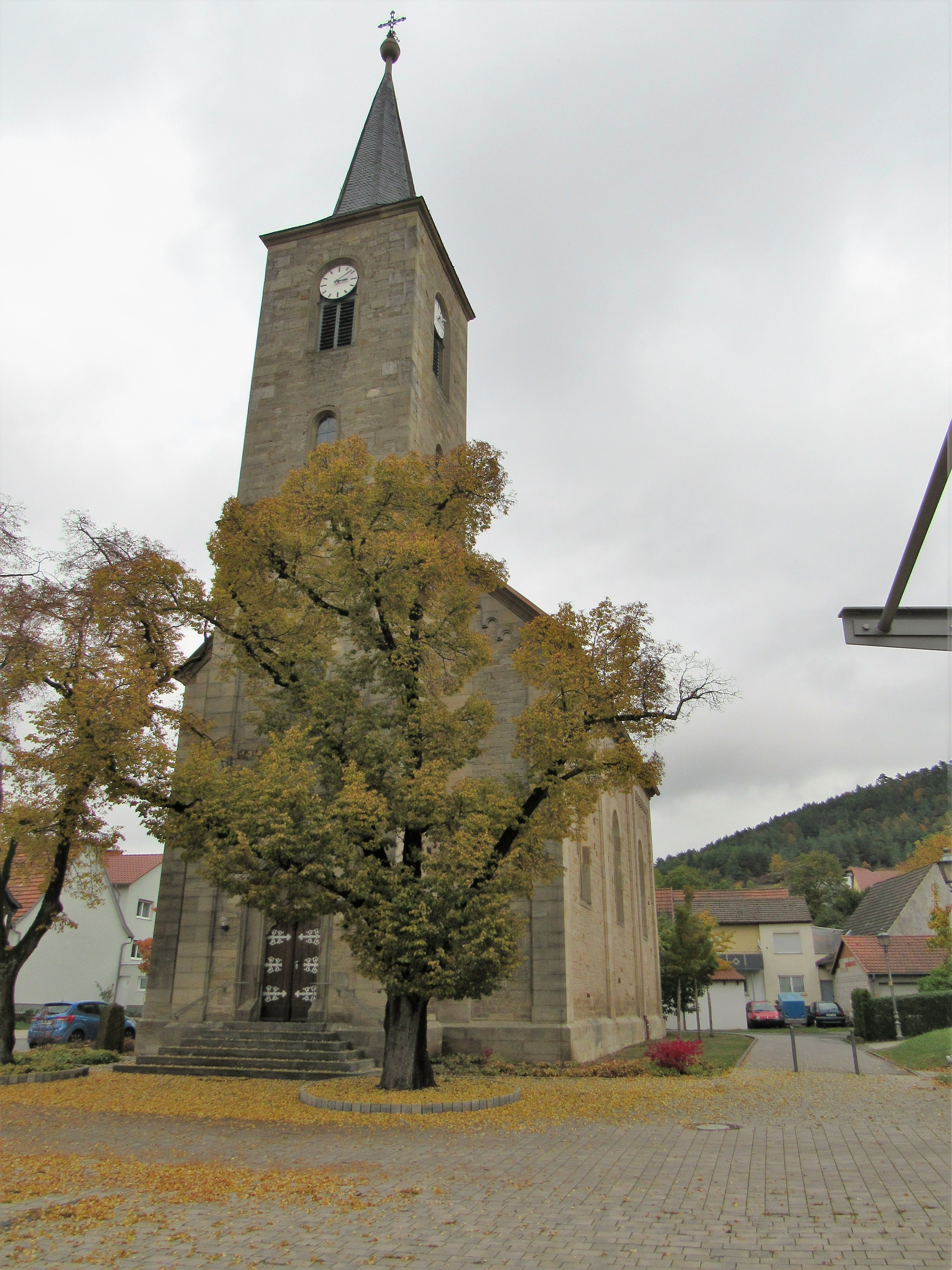
Die Kirche

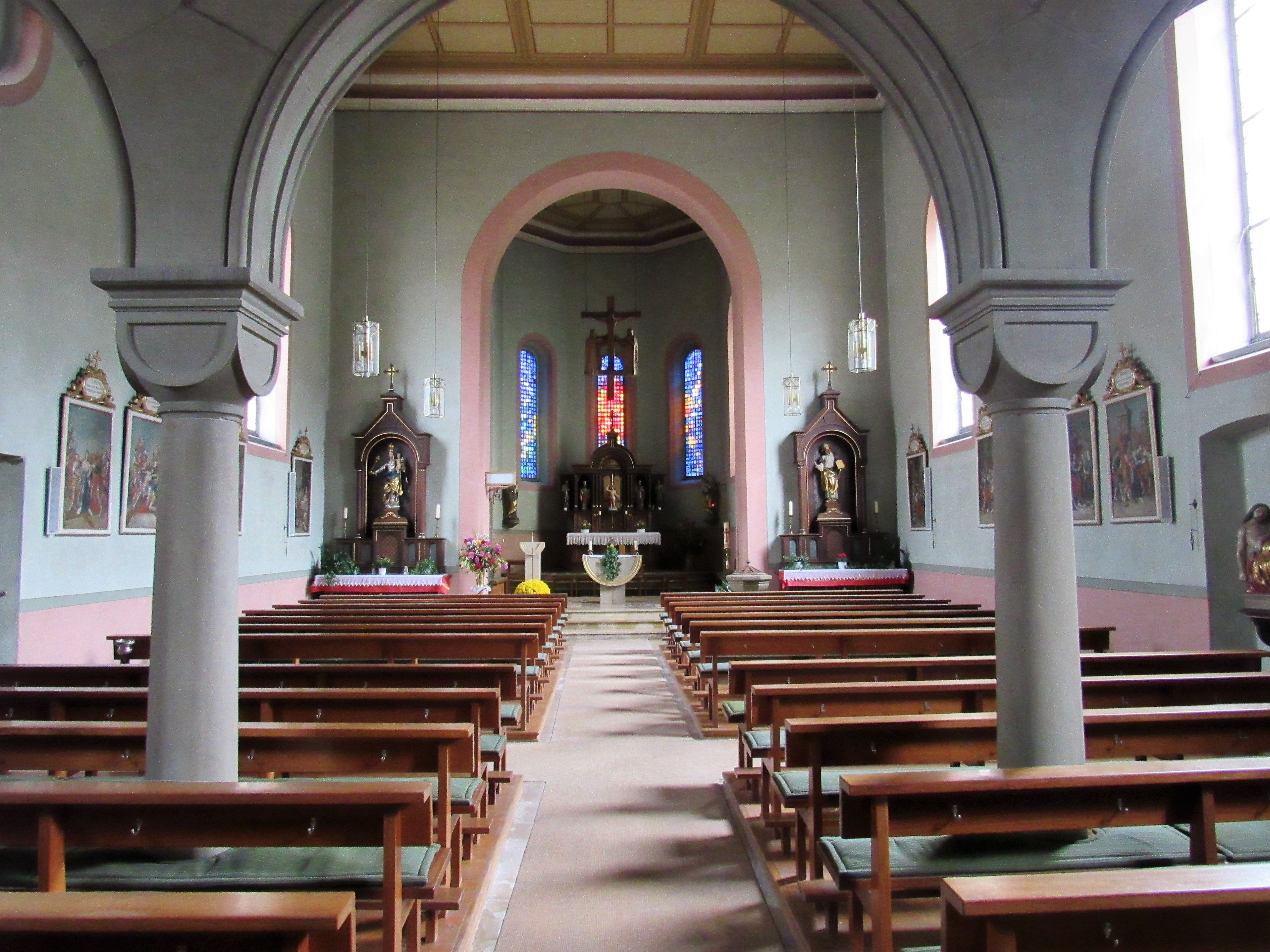
Innenraum der Kirche

Die römisch-katholische Filialkirche St. Bartholomäus ist die Dorfkirche von Haard, einem Ortsteil der bayerischen Gemeinde Nüdlingen im unterfränkischen Landkreis Bad Kissingen. Sie ist unter der Nummer D-6-72-136-31 in der bayerischen Denkmalliste registriert.

## Geschichte
Haard ist seit 1590 Filiale von Nüdlingen. Zuvor gehörte es kirchlich vermutlich zu Bad Kissingen. Die heutige Kirche entstand 1868 im neuromanischen Stil.

## Beschreibung und Ausstattung
Der Turm steht im Westen in der Mittelachse des Langhauses. Der Chor mit vier Rundbogenfenstern (ein fünftes Fenster ist zugemauert) befindet sich im Osten. Die Sakristei ist an der Nordseite des Chores errichtet. Das Langhaus besitzt an der Südseite drei, an der Nordseite zwei Rundbogenfenster mit einer Rosette in der Mitte. Drei der vier Chorfenster sind in kräftig leuchtendem Rot und Blau verglast. Am Hochaltar ist eine Figur des auferstandenen Christus mit vier Seitenfiguren zu sehen, links und rechts davon der heilige Josef mit Kind Jesus und Lilie und die heilige Maria. Am linken Seitenaltar befindet sich ebenfalls die heilige Maria, am rechten Seitenaltar der heilige Bartholomäus (Apostel) mit Messer und Buch. In der Mitte der südlichen Langhauswand (gegenüber vom Seiteneingang) sieht man eine Pietà.